# Hans Bjerrum
Hans Adolf Bjerrum (* 8. September 1899 in Hellerup; † 10. Mai 1979 in London) war ein dänischer Hockeyspieler, der 1920 mit der dänischen Nationalmannschaft Olympiazweiter war.

## Sportliche Karriere
Bei den Olympischen Spielen 1920 in Antwerpen traten vier Mannschaften an. Die Dänen unterlagen in ihrem ersten Spiel den Briten mit 1:5. Nach Siegen gegen die Franzosen und gegen die Belgier belegten die Dänen den zweiten Platz und gewannen die bis 2021 einzige olympische Medaille für Dänemark im Hockey. Im Spiel gegen Frankreich erzielte Bjerrum zwei Tore.
Hans Bjerrum spielte für den Verein Orient in Kongens Lyngby. Bjerrum arbeitete später als Bauingenieur.